# Мурка (телесериал)
«Му́рка» — российский драматический телесериал Антона Розенберга и Ярослава Мочалова; премьера состоялась на «Первом канале» 9 марта 2017 года.

## Сюжет
1922 год. Сотрудница ГПУ НКВД РСФСР Мария Климова направлена в Одессу усмирять тамошнюю разгулявшуюся преступность, внедрившись под прикрытием в местную банду бандитов для ликвидации особо опасного преступника, известного по кличке «Бриллиант». Теперь она в банде обычная воровка из Ростова по кличке Мурка. При этом Мария так хорошо вживается в эту роль, что довольно скоро приобретает большое уважение со стороны своих новых «коллег». Однако после гибели своего первого возлюбленного — чекиста Ивана — она впадает в такой дистресс, что начинает просто насмерть расстреливать местную уголовную публику, за что и была увековечена в известном «блатном шансоне».

## В ролях
| Актёр               | Роль                                             |
| ------------------- | ------------------------------------------------ |
| Мария Луговая       | Маруся Климова                                   |
| Максим Дрозд        | Максим Оттович Берг                              |
| Сергей Гармаш       | «Грек», вор в законе (Пётр Иванович Горобенко)   |
| Михаил Пореченков   | Колыванов, начальник 5 отдела ГПУ при НКВД РСФСР |
| Алёна Бабенко       | Софья Зиновьевна Гертнер, комиссар ГПУ в Одессе  |
| Светлана Ходченкова | Варвара Шаховская                                |
| Алексей Бардуков    | Иван Гаврилов                                    |
| Нина Дворжецкая     | Циля «Центнер» Дворкина                          |
| Антон Хабаров       | Костя Бланк, счетовод, он же «Бриллиант»         |
| Игорь Жижикин       | Тарас Коршун                                     |
| Джаник Файзиев      | Захарий Караджогло                               |
| Анатолий Гущин      | Толик Заремба                                    |
| Артём Гайдуков      | Ося «Шифоньер»                                   |
| Эльдар Калимулин    | Сёма «Стриж»                                     |
| Дмитрий Проданов    | «Однорукий»                                      |
| Михаил Солодко      | Пересичный, начальник одесского УГРО             |
| Илья Шляга          | Евгений Катаев                                   |
| Александр Горбатов  | Эдуард Багрицкий                                 |
| Евгений Куршинский  | Гриша «Попугайчик», главарь банды                |
| Пётр Коршунков      | Харлашка (Харлампий Антонов)                     |
| Иван Верховых       | Малкус, фотограф                                 |
| Илья Оболонков      | Мартынов                                         |
| Татьяна Рудина      | мадам Гильо                                      |
| Людмила Кара-Гяур   | Лидия                                            |
| Михаил Водзуми      | Лю Фу                                            |
| Иосиф Райхельгауз   | Розенфельд, владелец казино                      |
| Борис Полунин       | Мэйер                                            |
| Марина Куделинская  | Фаня, хозяйка магазина дамской одежды            |
| Александр Резалин   | Хейфиц                                           |
| Галина Петрова      | Платонида, квартирная хозяйка Берга              |
| Александр Вершинин  | метрдотель                                       |

## Съёмочная группа
| Режиссёры-постановщики  | Антон Розенберг, Ярослав Мочалов                                 |
| Авторы сценария         | Андрей Рубанов, Андрей Калитин, Джаник Файзиев                   |
| Генеральный продюсер    | Джаник Файзиев                                                   |
| Вторые режиссёры        | Лолита Левченко, Оксана Кравчук                                  |
| Постановщики трюков     | Валерий Деркач, Никита Люшненко, Игорь Лаптев, Светлана Мисарова |
| Оператор-постановщик    | Мария Соловьёва                                                  |
| Операторы steadicam     | Katy Most, Алик Тагиров, Александр Вдовенко                      |
| Музыкальные редакторы   | Константин Шевелев, Анна Чекмарева                               |
| Композитор              | Юрий Потеенко                                                    |
| Музыкальный продюсер    | Антон Шварц                                                      |
| Художник-постановщик    | Денис Куприн                                                     |
| Художники по костюмам   | Дмитрий Андреев, Владимир Никифоров                              |
| Художник по гриму       | Наталья Горина                                                   |
| Режиссёр монтажа        | Игорь Отдельнов                                                  |
| Звукорежиссер           | Алексей Самоделко                                                |
| Ведущий продюсер        | Иннокентий Малинкин                                              |
| Исполнительный продюсер | Дмитрий Сидоров                                                  |

## Съёмки
Съёмки фильма проводились в Москве, Севастополе (Кача), Евпатории в 2014—2016 годах.

## Награды и номинации
- Премия «Золотой орёл» в номинации «За лучшую мужскую роль на телевидении» — Сергей Леонидович Гармаш
- Премия «Золотой орёл» в номинации «За лучший телевизионный сериал»